# Чаленко, Иван Терентьевич
Ива́н Тере́нтьевич Чале́нко (15 августа 1896, с. Ольховатка, Воронежская губерния, Российская империя — 14 октября 1981, г. Ростов-на-Дону, РСФСР, СССР) — советский военачальник, генерал-майор (31.03.1943).

## Биография
Родился в 1896 году в селе Ольховатка, ныне Ольховатского района Воронежской области.
В Первую мировую войну Чаленко в августе 1915 года был мобилизован на службу в Русскую императорскую армию и зачислен в 8-й отдельный артиллерийский дивизион. В составе команды разведчиков этого дивизиона воевал на Юго-Западном фронте.

### Гражданская война
В Гражданскую войну в октябре 1917 года в составе Черниговского красногвардейского отряда принимал участие в борьбе с вооруженными формированиями Украинской рады и разоружении юнкеров в городе Киев, позже участвовал в боях с белогвардейскими частями в Воронежской губернии и Донской области. Затем был начальником разведки партизанского отряда Д. П. Жлобы, действовавшего на правом фланге 11-й армии в районе Яшкуля. Впоследствии отряд Жлобы был переформирован в 1-ю партизанскую кавалерийскую бригаду, вошедшую затем в состав конно-сводного корпуса Б. М. Думенко, после ареста которого корпус возглавил Жлоба. В феврале 1918 года вступил в Красную армию и был назначен командиром взвода в 92-й кавалерийский полк 16-й кавалерийской дивизии, входившей в состав 2-й Конной армии, а с марта 1919 года исполнял должность начальника разведки этого полка. В его составе воевал с войсками генерала А. И. Деникина в Донской области, в районах Ростова, Батайска, станицы Ольгииская. С мая 1920 года полк в составе 16-й кавалерийской дивизии выполнял задачи по охране побережья Азовского моря, а осенью участвовал в боях с войсками генерала П. Н. Врангеля — в Перекопско-Чонгарской операции, затем сражался с вооруженными формированиями Н. И. Махно в Крыму и на юге Украины. В 1921 года окончил дивизионную школу 16-й кавалерийской дивизии, после чего командовал взводом в 7-м отдельном кавалерийском полку, а с декабря 1922 года — в 11-й кавалерийской дивизии 1-й конной армии.

### Ликвидация басмачества
В январе 1923 года Чаленко был направлен на Туркестанский фронт в 6-й Балишевский кавалерийский полк 2-й отдельной Туркестанской кавалерийской бригады, где назначен командиром взвода. С августа 1924 года по июль 1926 года командовал взводом и ротой в составе летучего отряда. Участвовал в боях с басмачами в Самаркандской области и Восточной Бухаре.
Приказом РВС СССР № 185 от 26 ноября 1923 года И. Т. Чаленко был награждён орденом Красного Знамени «за отличия в бою у кишлака Баястаг». Вторым орденом Красного Знамени он был награждён приказом РВС СССР № 179 от 20 марта 1926 года «за отличие в бою в районе кишлака Шур-Тюбэ».

### Межвоенный период
В октябре 1926 года был командирован на учёбу в Киевскую объединённую военную школу (кавалерийское отделение), по её окончании в августе 1928 года направлен служить в Борисоглебско-Ленинградскую кавалерийскую школу, где исполнял должности курсового командира и пом. командира эскадрона. С ноября 1933 года по апрель 1934 года находился на кавалерийских Краснознаменных КУКС РККА в городе Новочеркасск, после чего вернулся в школу и был назначен командиром эскадрона. Позже командовал эскадроном в Тамбовской кавалерийской школе, переименованной в 1937 года в Объединённое кавалерийское училище им. 1-й конной армии. С марта 1937 года исполнял должность для поручений при Маршале Советского Союза С. М. Буденном. С июня 1938 года командовал 61-м кавалерийским полком 36-й Краснознаменной кавалерийской дивизии им. тов. Сталина БВО. В этой должности принимал участие в походе Красной армии в Западную Украину (1939) и в советско-финляндской войне 1939—1940 гг. С ноября 1940 года — командир 13-й моторизованной бригады, а с апреля 1941 года — заместитель командира 209-й моторизованной дивизии 17-го механизированного корпуса ЗапОВО.

### Великая Отечественная война
С войны 22 июня 1941 года дивизия вступила в бой на Западном фронте в 5 км северо-восточнее м. Слоним и сражалась на этом рубеже в течение трех суток. В ходе боя 25 июня был убит командир дивизии, после чего полковник Чаленко принял командование на себя. В ночь с 25 на 26 июня её части по приказу командира корпуса начали отход в направлении Новогрудок, Мир. В тяжелых оборонительных боях на подступах к Миру дивизия понесла большие потери, после чего её остатки форсировали Неман и к 27 июня обходными путями вышли к г. Дзержинск (юго-западнее Минска), который к этому времени был уже занят противником. По выходе дивизия заняла оборону на линии укрепленного района юго-западнее города и до вечера 29 июня отражала атаки немецких частей. Позже в её личный состав вошел и сводный отряд под командованием генерал-лейтенанта В. И. Кузнецова (3-я армия), который под ударами превосходящих сил противника в условиях окружения отходил за р. Березина в район Борисова и далее за р. Днепр. Через 28 дней отряд вышел к своим войскам в районе Рогачева в полосе 61-й стрелковой дивизии. По выходе из окружения полковник Чаленко был направлен в город Гомель, где 7 августа 1941 года был назначен врид командира 43-й отдельной кавалерийской дивизии. Её части в составе войск Центрального фронта вели бои на реке Днепр в районе Гомеля, прикрывали эвакуацию. В ходе этих боев дивизия оказалась в окружении, однако сумела организованно выйти к своим войскам в районе ст. Бахмач, уничтожив при этом самокатно-мотоциклетный батальон противника. В последующем части дивизии выполняли задачи по прикрытию войск в районе Ромны, в тяжелых боях они уничтожили до двух батальонов врага и захватили большие трофеи. После понесенных потерь дивизия в октябре была расформирована, а Чаленко направлен в распоряжение Инспекции кавалерии Красной армии и назначен инспектором но проверке частей и соединений кавалерии.
В феврале 1942 года Чаленко направлен командиром 73-й Сибирской кавалерийской дивизии резерва Ставки ВГК. С 26 июня 1942 года дивизия была подчинена Брянскому фронту, передислоцирована в район Елец, Бурдино, где вошла в состав 5-гo кавалерийского корпуса. 7 июля 1942 года она была переименована в 55-ю кавалерийскую дивизию. В начале августа дивизия в составе этого же корпуса 38-й армии вела ожесточенные оборонительные бои в районе города Елец. В начале сентября она вошла в подчинение Воронежского фронта. С 9 октября, совершив 670-километровый марш, дивизия сосредоточилась в районе хут. Крутовский на реке Дон в 18 км от переднего края. 3 ноября 1942 года она вошла в оперативное подчинение 5-й танковой армии Юго-Западного фронта и в её составе участвовала в Сталинградской битве. 19 ноября 1942 года части дивизии, переправившись через р. Дон, вошли в прорыв на рубеже южнее хут. Крутовский. На подступах к станице Обливская дивизия подверглась сильным ударам вражеской авиации и понесла большие потери. После пополнения она приняла участие в Среднедонской наступательной операции. Развивая наступление, её части 6 января 1943 года овладели городом и железнодорожной станцией Морозовск, 15 января — Тацинская. 19 января — Белая Калитва. Затем, перейдя в оперативное подчинение 3-й гвардейской армии Юго-Западного фронта, дивизия в составе 5-гo кавалерийского корпуса вела бои за город Ворошиловград, участвовала в рейде корпуса на Дебальцево (Ворошиловградекая наступательная операция). За героический рейд по тылам противника в районе Ворошиловграда она 14 февраля 1943 года была преобразована в 15-ю гвардейскую кавалерийскую дивизию. С марта 1943 года её части вели оборонительные бои на р. Северский Донец в районе города Кременная. В апреле дивизия была выведена на доукомплектование в резерв Юго-Западного фронта, затем Ставки ВГК — дислоцировалась на территории Степного ВО. В начале сентября 1943 года она в составе 7-го гвардейского кавалерийского корпуса по железной дороге была переброшена в район Фатеж Курской области, где вошла в подчинение Центрального (с 20.10.1943 — Белорусского) фронта. С 15 сентября её части в составе 61-й армии участвовали в битве за Днепр, в Черниговско-Припятской, Калинковичско-Мозырской наступательных операциях. С июня 1944 года она в составе 1-го Белорусского фронта принимала участие в Белорусской, Люблин-Брестской, Висло-Одерской, Варшавско-Познанской и Восточно-Померанской наступательных операциях. За образцовое выполнение заданий командования в боях с немецкими захватчиками дивизия неоднократно отмечалась в приказах Верховного главнокомандования и командованием фронтов, ей было присвоено почетное наименование Мозырская и она была награждена орденами Красного Знамени и Суворова 2-й ст. В апреле 1945 года генерал-майор Чаленко был командирован на учёбу в Высшую военную академию им. К. Е. Ворошилова.
За время войны комдив Чаленко был четыре раза персонально упомянут в благодарственных в приказах Верховного Главнокомандующего.

### Послевоенный период
После войны Чаленко в августе 1945 года окончил краткосрочный курс академии и в декабре был назначен командиром 11-й гвардейской Донской казачьей кавалерийской дивизии. С мая 1946 года командовал 5-й отдельной гвардейской Донской казачьей кавалерийской дивизией СКВО (с июля 1949 г. — в составе Донского ВО). С февраля 1950 года по май 1951 года проходил обучение на курсах усовершенствования командиров стрелковых дивизий при Военной академии им. М. В. Фрунзе, по их окончании назначен заместителем начальника Краснознамённой Высшей офицерской кавалерийской школы им. С. М. Будённого. С января 1952 года был начальником военно-конного завода им. С. М. Буденного. В августе 1953 года гвардии генерал-майор Чаленко был уволен в запас по болезни.
Жил в городе Ростове-на-Дону. Умер в октябре 1981 года.

## Память
- В Ростове-на-Дону на улице Кузнечной, д. 331, где последние годы жил И. Т. Чаленко, установлена мемориальная доска[9].
- Генеральская форма И. Т. Чаленко, полученная им из рук Главнокомандующего кавалерией РККА Маршала Советского Союза С. М. Будённого, выставлена в экспозиции Мемориального комплекса «Миус-фронт» в городе Красный Луч[10].

## Награды
СССР
- два ордена Ленина (в том числе 22.2.1945[11])
- пять орденов Красного Знамени (26.11.1923[3][6], 20.3.1926[3], 6.08.1944[12], 03.11.1944[11], 24.06.1948[11])
- орден Суворова 2-й степени (9.04.1943)[13]
- орден Кутузова 2-й степени (31.05.1945)[14]
- орден Александра Невского (31.10.1943)[15]
- медали СССР.

Приказы (благодарности) Верховного Главнокомандующего в которых отмечен И. Т. Чаленко.
- За овладение городом и крупным железнодорожным узлом Люблин — важным опорным пунктом обороны немцев, прикрывающим пути на Варшаву. 24 июля 1944 года. № 148.
- За овладение крупнейшим промышленным центром Польши городом Лодзь и городами Кутно, Томашув (Томашов), Гостынин и Ленчица — важными узлами коммуникаций и опорными пунктами обороны немцев. 19 января 1945 года. № 233
- За овладение штурмом городом Калиш — важным узлом коммуникаций и сильным опорным пунктом обороны немцев на бреславском направлении. 24 января 1945 года. № 250.
- За овладение городами Бервальде, Темпельбург, Фалькенбург, Драмбург, Вангерин, Лабес, Фрайенвальде, Шифельбайн, Регенвальде и Керлин — важными узлами коммуникаций и сильными опорными пунктами обороны немцев в Померании. 4 марта 1945 года. № 288

Других государств
- Командор Ордена Британской Империи (Великобритания, 1944)[16]
- Рыцарский крест ордена «Виртути Милитари» (ПНР)
- медали ПНР